# Stosunki polsko-północnokoreańskie

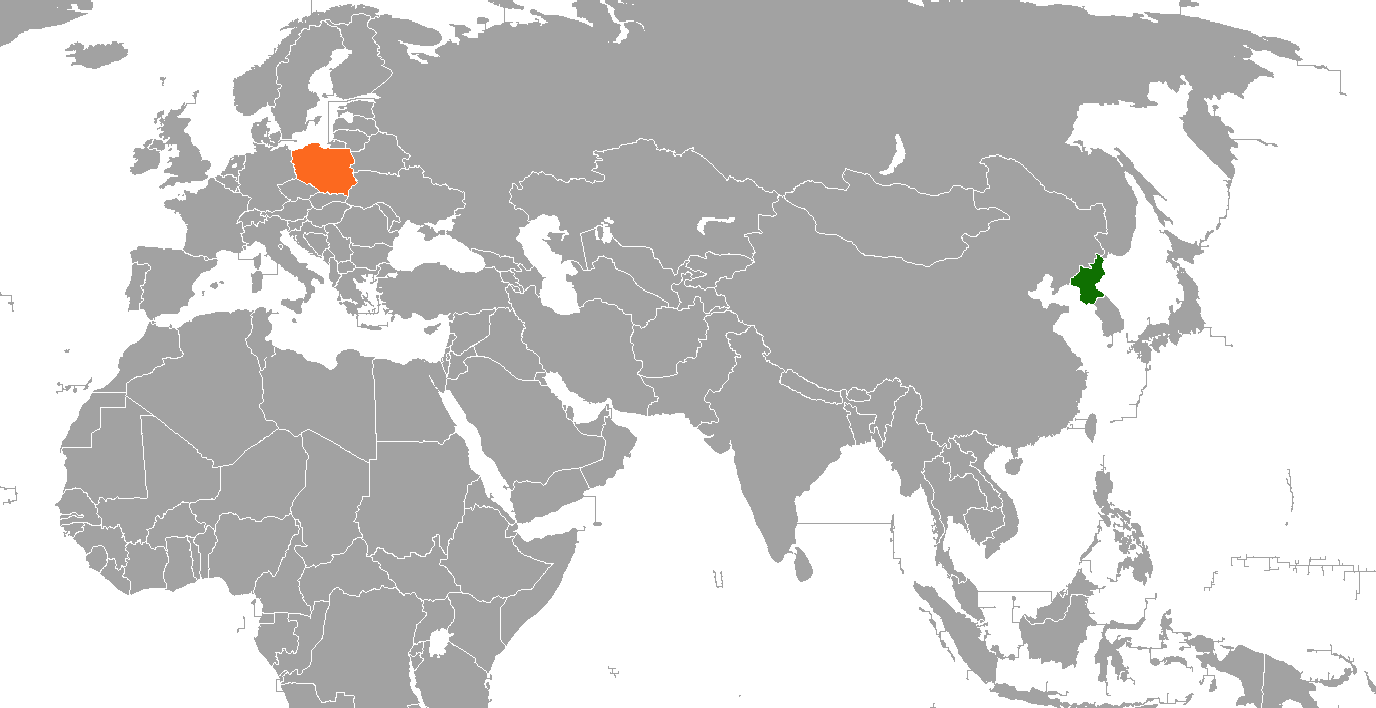
Lokalizacja Polski i Korei Północnej

Stosunki polsko-północnokoreańskie – wzajemne relacje polityczne, kulturalne i gospodarcze między Polską i Koreą Północną utrzymywane od 16 października 1948. Korea Północna utrzymuje swoją ambasadę w Warszawie, a Polska – w Pjongjangu. Funkcje polskiego ambasadora od 13 września 2014 roku do 31 stycznia 2019 r. pełnił Krzysztof Ciebień.
Polska jest jednym z nielicznych państw, które utrzymują stosunki dyplomatyczne i gospodarcze z Koreą Północną. Według ankiety World Service Poll przeprowadzonej w 2013 roku przez BBC tylko 5% Polaków ocenia wpływy Korei Północnej pozytywnie, a 68% wyrażających negatywną opinię.

## Historia
Pierwszym Polakiem, który badał w latach 1885–1888 florę Półwyspu Koreańskiego, był Jan Kalinowski. Zgromadzone okazy fauny koreańskiej przekazał do muzeum Branickich. Obecnie są przechowywane w Muzeum i Instytucie Zoologii Polskiej Akademii Nauk w Warszawie. W 1900 roku Władysław Kotwicz wydał Opisanije Korei. Z kolei Wacław Sieroszewski opublikował kilka książek na podstawie zebranych doświadczeń z wyprawy do Korei w 1903 roku. Między innymi: Korea – klucz Dalekiego Wschodu wydana w 1905 roku czy powiadania Z życia Korei , Ol-soni Kisań wydana w 1906 roku. Jego książka o Korei została już w 1906 wydana w języku niemieckim.
Polska nawiązała stosunki dyplomatyczne z Koreą Północną 16 października 1948 roku, a porozumienie o wymianie ambasadorów zostało zawarte 7 czerwca 1950 roku. Delegacja Polskiego Komitetu Obrońców Pokoju z sekretarzem Centralnej Rady Związków Zawodowych (CRZZ) Marianem Czerwińskim, która odwiedziła Koreę w maju 1951 roku została przyjęta przez premiera Kim Ir Sena. Koreańską delegację z ministrem handlu Cheon Siu na czele przyjął Józef Cyrankiewicz. Podpisano polsko-koreańskie porozumienie o wymianie handlowej. Podczas wojny koreańskiej w ramach pomocy humanitarnej w maju 1953 roku przekazano Korei szpital. W czerwcu 1953 roku przedstawiciel Polski został członkiem Komisji Repatriacyjnej Państw Neutralnych, a Polska na mocy układu w Panmundżom została członkiem Komisji Nadzorczej Państw Neutralnych (KNPN).
Po zakończeniu wojny Polska zobowiązała się do udzielenia Korei pomocy. Wstępne porozumienie podpisano podczas wizyty delegaci rządowej KRL–D z ministrem handlu Li Dżujenem na czele. Zobowiązano się udzielić pomocy w odbudowie zakładów przemysłowych, kopalń węgla i miast. Dodatkowo Polska w latach 1953–1954 zobowiązała się dostarczyć nieodpłatnie uzbrojenie i sprzęt wojskowy.
Polska przyjęła w ramach pomocy humanitarnej grupę koreańskich sierot. Pierwsza grupa około 200 dzieci trafiła do Polski jeszcze w 1951 roku. Zamieszkały pod Ciechanowem, potem przeniesiono je do ośrodka w Świdrze pod Otwockiem. Kolejna grupa 1270 dzieci przyjechała do Polski w 1953 roku. Zamieszkały w Płaskowicach (obecnie Lwówek Śląski). Rząd PRL przydzielił 133 stypendia dla studentów i 162 dla uczniów koreańskich w Polsce. W 1959 roku rząd Korei Północnej nakazał koreańskim sierotom powrót do kraju. Utrzymywali kontakt z opiekunami do 1961 roku, gdy korespondencja przestała przychodzić.
Od czerwca 1956 do 1993 roku Polska była członkiem NNSC utworzonego przez KRLD i chińskich wolontariuszy w ramach porozumienia o zawieszeniu broni. Po upadku komunizmu w Polsce i Czechosłowacji, władze nad obozami przejęła Koreańska Armia Ludowa wydalając z państwa Polaków i Czechów. W 1989 roku Polska utraciła przyjazny status i jej uprzywilejowaną pozycję w kontaktach z Koreą Północną. Pomimo przyjęcia kapitalizmu w Polsce stosunki między Polską a KRLD pozostały na godziwym poziomie.
Polska dostarcza Korei Północnej małe ilości grantów na maszyny rolnicze, leki itp.
W Polsce znajduje się diaspora północnokoreańska licząca ok. 800 osób.

## Umowy dyplomatyczne

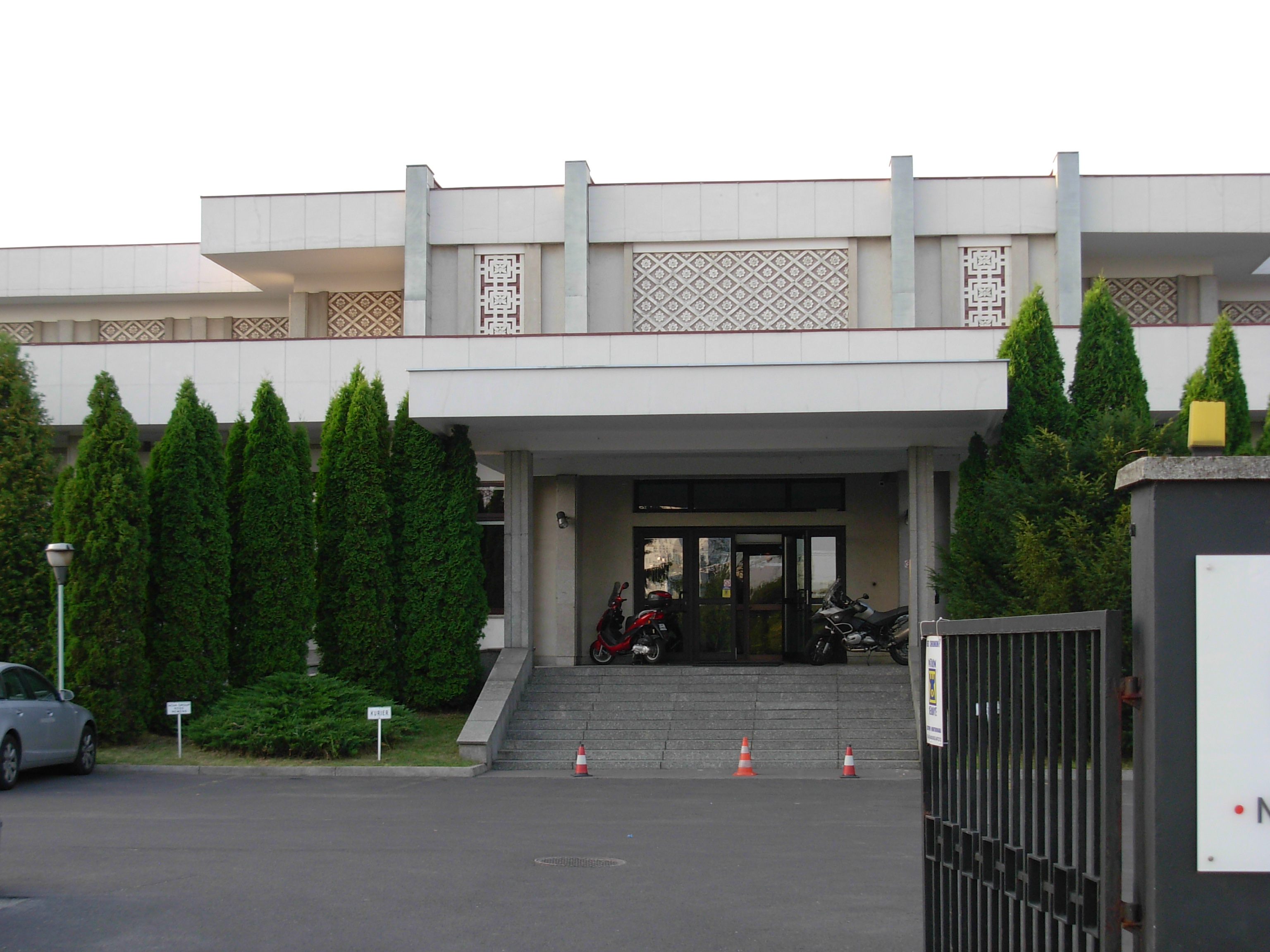
Ambasada Korei Północnej w Polsce

Do 2009 roku między państwami zostało zawartych 16 umów dwustronnych. 12 z nich KRLD zawarto z PRL a 4 z RP.
| Data podpisania      | Umowa |
| -------------------- | --- |
| 8 maja 1953          | Umowa w sprawie utworzenia szpitalu Polskiego Czerwonego Krzyża w Korei Północnej                              |
| 11 maja 1956         | Umowa o współpracy kulturalnej między rządami                                                                  |
| 28 września 1966     | Protokół dotyczący zmiany art. 4 porozumienia w sprawie współpracy kulturalnej podpisanego w dniu 11 maja 1956 |
| 10 maja 1966         | Umowa o powstaniu ambasady północnokoreańskiej w Warszawie i polskiej w Pjongjangu                             |
| 4 października 1972  | Umowa w sprawie utworzenia Komisji Konsultacyjnej ds. kwestii naukowo-technicznych i ekonomicznych             |
| 30 maja 1977         | Protokół częściowo zmieniający umowę o uprawnianiach ambasadach                                                |
| 28 sierpnia 1978     | Umowa dotycząca usług lotniczych                                                                               |
| 3 sierpnia 1982      | Konwencja konsularna                                                                                           |
| 27 marca 1986        | Umowa o współpracy w produkcji śmigłowców Mi-2 w Korei Północnej                                               |
| 28 września 1986     | Umowa w sprawie pomocy prawnej w sprawach cywilnych, rodzinnych i karnych.                                     |
| 30 października 1986 | Umowa dostaw i płatności związane ze śmigłowcami Mi-8                                                          |
| 2 listopada 1987     | Przemianowanie Koreańsko-Polskie Towarzystwo Maklerów w Chopol.                                                |

| Data podpisania     | Umowa |
| ------------------- | --- |
| 12 maja 1992        | Umowa w sprawie handlu i płatności |
| 12 maja 1992        | Protokół w sprawie wykonania wzajemnych zobowiązań w rozliczeniach rubli w stosunkach płatniczych ze względu na zmianę zamiennych płatności walutowych od dnia 1 stycznia 1991 |
| 2 października 1997 | Umowa o współpracy w rybołówstwie |
| 1 lutego 2007       | Protokół o ważności dwustronnych umów międzynarodowych w stosunkach między RP a KRLD                                                                                           |

## Oficjalne wizyty państwowe
Wiceminister Spraw Zagranicznych Rzeczypospolitej Polskiej odwiedzał Koreę Północną w celach konsultacji politycznych w latach 2001, 2004 i 2007; natomiast wiceminister Spraw Zagranicznych KRLD odwiedził Polskę w tym samym celu w 2008 roku.